# Richard Casanova
Pour les articles homonymes, voir  Casanova.
Richard Casanova surnommé « Charles », était un membre et le chef supposé du gang de la Brise de mer, né à Bastia le 3 juillet 1959 et assassiné à Porto-Vecchio le 23 avril 2008. Il fut le mari de Sandra Germani, sœur de Jean-Luc Germani, membre du banditisme corse, et inspiratrice supposée de la série télévisée Mafiosa.
Avant de devenir un voyou, il a été employé à la compagnie de navigation SNCM (Société Nationale de Navigation Corse Méditerranée) au service machine. 

## Brise de mer
Le gang de la Brise de mer est nommé ainsi car ses membres se réunissaient dans un bar de Bastia du même nom. Ce gang est soupçonné d'avoir participé à certaines des attaques les plus spectaculaires des années 1990, comme le casse de l'UBS en 1990, l'attaque contre la malle de Securipost en 1991 et un Mercure d'Air France en 1992. Il est décrit par les sources policiéres comme une « gloire du milieu local ».
Le 16 novembre 1983, Richard Casanova est soupçonné d'avoir mitraillé un fourgon de gendarmerie près de l'Île-Rousse, en attendant un fourgon de transport de fonds. Il est arrêté sur le port de Nice. Richard Casanova a également été recherché dans le cadre d'une affaire de meurtre commis à Paris au début des années 1990.

## Casse du siècle
Il est soupçonné d'être l'un des auteurs du cambriolage de l'UBS (Union des banques suisses), à Genève, dimanche, le 25 mars 1990. Cinq malfaiteurs avaient dérobé 31 millions de francs suisses, soit plus de 45 millions d'euros, en maîtrisant deux gardiens et en neutralisant les alarmes. Ils avaient emporté environ 220 kg de billets de banque en diverses devises.
En juin 2004, lors du procès en assises de quatre des cinq auteurs du braquage, le tribunal a prononcé l'acquittement des accusés. Le cas de Richard Casanova a été disjoint, car il était alors en fuite depuis 1990. Le parquet a fait appel.

## Cavale
Sa traque s'avère rocambolesque. Les policiers s'intéressent à des investissements dans les cercles de jeu au Gabon. Ils pensaient avoir retrouvé sa trace en Espagne et plus récemment au Maroc. De retour au pays, Richard Casanova passait rendre visite à ses parents, riches commerçants de Balagne et, ponctuellement à des amis nationalistes comme François Santoni. Son nom a même été cité dans un projet immobilier de Porto-Vecchio (Corse-du-Sud). En décembre 2005, les enquêteurs de l'office central chargé des personnes recherchées perquisitionnent le domicile de sa compagne. Ils tombent sur le cliché d'un homme à l'allure sportive et les cheveux coupés ras. Enfin un cliché récent et exploitable. Il faut dire que le dernier cliché remontait à la fin des années 1980 et était en noir et blanc. Après 15 ans de fuite, Richard Casanova a été interpellé à Bastia en mars 2006. Il a été libéré le 22 novembre 2006 par la cour d'appel de Paris contre l'avis du parquet général. Cette libération a été assortie du paiement d'une caution de 150 000 euros.
À noter qu'il avait un casier judiciaire vierge.

## Assassinat
Richard Casanova a été assassiné le 23 avril 2008 à Porto-Vecchio, en Corse-du-Sud. Il a  été grièvement blessé de plusieurs tirs d'arme automatique alors qu'il quittait un garage automobile et est décédé peu après l'arrivée des secours. Selon Le Point, une note des Renseignements généraux aurait averti que Richard Casanova pouvait être la cible d'un assassinat, Francis Mariani, un autre membre supposé du gang de la brise de mer, étant évoqué comme l'auteur de cet assassinat. 
En octobre 2020, la cour d’assises d’Aix en Provence a condamné Claude Chossat, ancien membre de la bande de la Brise de mer, à 8 ans d’emprisonnement pour complicité d'assassinat en bande organisée dans le cadre de cet assassinat. Le co-accusé, David Taddei a été relaxé. Pour l'avocat général du procès, Francis Mariani aurait été le tireur, Claude Chossat le chauffeur. Francis Mariani décède le 15 janvier 2009 dans l'explosion de son garage et ne sera pas jugé.